# Oliver P. Morton
Oliver Hazard Perry Throck Morton (Salisbury, 4 agosto 1823 – Indianapolis, 1º novembre 1877) è stato un politico statunitense.
Fautore dell'abolizionismo negli Stati Uniti d'America divenne nel 1861 governatore repubblicano dell'Indiana; tutti i suoi tentativi di aiutare Abraham Lincoln furono vanificati dai cavalieri del cerchio d'oro, potente società segreta sudista.
Dal 1867 al 1877 fu senatore per l'Indiana.